# 新さくら丸
新さくら丸（しんさくらまる）は、日本の巡航見本市船。後にクルーズ客船に改造された。なお、マルエーフェリーで東京航路に就航した「新さくら丸」とは別の船である。

## 概要
日本産業巡航見本市協会が1962年に就航した世界初の見本市専用船「さくら丸」の代船として1965年秋より建造計画に着手し、1966年10月に基本方針を承認し1969年8月7日に通産大臣の承認を得た。
その後三菱重工業神戸造船所で1971年7月より起工。建造に当たっては約40億円の当初予算でさくら丸の売却益や改装計画時の競輪補助金に加え日本自転車振興会から28億6千万円・日本小型自動車振興会から1億9千万円の競輪およびオートレースの収益を原資とする機械工業振興資金の補助を受けたが、その後経費増大で42億円台となった。
1972年7月18日に竣工し10月の第10次日本産業巡航見本市より運用を開始。その後日本の貿易収支が恒常的に黒字となったため、1978年の第13次巡航見本市をもって独自での巡航見本市業務を終了し1979年にアメリカ商務省主催の米国産品巡航見本市「ボーティック・アメリカ」に用いた後1980年に日本産業巡航見本市協会は解散、「新さくら丸」は大阪商船三井船舶に売却され、三菱重工業神戸造船所でクルーズ客船への改造工事を行い、1981年12月9日に竣工した。大阪港、名古屋港、東京港で関係者に公開された後、12月26日東京発のクリスマスクルーズで就航した。改造の際には船名の変更も検討されたが、馴染まれていることから船名はそのままとなった。
チャータークルーズ船としては客室を前に延伸し公室を広く取り、ブリッジを前方に移設する改装を行い、商船三井客船が運航を行った。ふじ丸、にっぽん丸就航後はさらにチャーターに特化したが、一般のクルーズも行った。1997年には安全設備を再更新したものの、チャータークルーズの減少や国内のクルーズ人口が横ばい状態にあることから整理対象となり、1999年9月30日に引退、エム・イー・エス由良に係船された。

## 設計
建造に当たっては造船技術者と別に豊口克平・秋岡芳夫・伊藤憲治・樋口治によるデザイン委員会が組織され、セミマック式の煙突や航海船橋の下に空間を設け風を後ろに通し煙突の煙を後甲板に落とさぬ配慮を図る等の提案が行われ日本で初めてデザイナーが内装から船舶の外形を含めて船舶のデザインを手がける形となった。また、日数の短縮とスケジュール確保に必要な速力に余裕を持たせるため高速型の船型とし経済的範囲で航海速力を高める運用を図った。
海外で商品見本市を開いて日本製品を売り込むことを目的とし、船自体が日本の造船技術の見本品でもあった。就役時には展示・貨物倉スペースと居住スペースを完全に分離独立する形で、前から3分の2をデリック付きの船倉を備えた一般貨物船形で後ろ3分の1にブリッジや客室を据え付けた奇特な船形となった。SOLAS条約の1960年基準に沿った最新の防火設備を取り入れ、見本市期間外には貨客船として採算性の高い運航を行う事を考慮しコンテナや冷蔵貨物など多種目の貨物への対応も図られた。

## 見本市船時代の概要
- 重量トン数 11,097ｔ
- 総トン数 13,082ｔ
- 定員 計97人
- 乗組定員 -人
- 長さ 175.8m 幅24.6m 深さ14.8m 喫水 -m
- 主機と軸数 ディーゼル1基、1軸
- 出力 21,600馬力
- 最高速力 20.6ノット

(「学研の図鑑 自動車･船」1973年初版による)

### 船内（見本市船時代）
客室甲板
- 客室
  - A客室・定員2名4室
  - B客室・定員3名28室
- 和室
- 手荷物室
- プールサイドベランダ
- プール

遊歩甲板
- バンケットホール
- バー
- ベランダ
- 会議室
- 娯楽室
- 貴賓室
- 読書室
- 食堂

上甲板
- エントランスホール
- 受付
- クローク
- 放送室
- 事務室
- 派遣団団長公室
- 事務局長公室

第2甲板
- 展示場
- 事務室
- 印刷室

第3甲板・船倉
- 展示場/貨物室

## 客船時代
研修船・企業イベント・レジャークルーズ等の需要増加や「にっぽん丸」の老朽化を考慮して旅客定員の増加など大幅な改造を施し純客船への改造を計画。改装にあたっては「研修生500名と引率者が乗船可能」「乗客全員が2交代で喫食可能な食堂」「研修生全員が講義可能かつ各種催し物が可能な講堂」「体操・球技・催し物が可能なスポーツデッキ」「教室2室」を基本要求とし、展示場部分を改装し客室増設や多目的ホール、ダイニングルーム、エスカレーター、エレベーター、スポーツデッキ等を新設、新設部分は1974年SOLAS条約に対応した安全設備を備えた。日本で初めて建造された国際遠洋資格を持つ純外航客船として1981年末より再就航し、1999年まで運航された。

### 船内（客船時代）
- 客室[5][14]
  - 2人室「デラックス」：4室（見本市船から存続） - ツインベッド、収納付きデスク、冷蔵庫、ユニットバス、ロッカー[14]
  - 3-6人室「キャビン」
    - 3人室：28室（見本市船から存続） - ツインベッド・プルマンベッド、トイレ・シャワールーム、ロッカー、椅子・テーブル[14]
    - 4人室：103室（新設） - 二段ベッド×2、ロッカー、椅子・テーブル、洗面台[14]
    - 6人室：9室（新設） - 二段ベッド×2、ロッカー、椅子・テーブル、洗面台[14]

設備
- 7階
  - 操舵室
  - 無線室
- 6階
  - スポーツデッキ
  - 診療室
  - 病室
- 5階
  - オープンデッキ
  - デラックス客室（4室）
  - キャビン客室（3人×26室）
  - 和室
  - 洗濯室
  - プールサイドベランダ
  - プールデッキ
  - メインホールプロジェクションルーム
- 4階
  - メインホール・ステージ（5階まで吹き抜け・520席[12]）
  - ラウンジ
  - サロン
  - 図書室
  - ミーティングルーム
  - カードルーム
  - ベランダ
- 3階
  - エントランスホール
  - ダイニングルーム（280席[12]）
  - さくらプラザ（4階まで吹き抜け）
  - オーガナイザーズオフィス（4室）
  - 事務所
  - 事務長室
- 2階
  - キャビン客室（6人×3室・4人×45室）
  - シャワールーム
  - 教室（2室）
  - 売店
- 1階
  - シャワールーム
  - 大浴場
  - キャビン客室（6人×6室・4人×58室）